# Zabłoty
Zabłoty [zaˈbwɔtɨ] es un pueblo ubicado en el distrito administrativo de Gmina Zelów, dentro del Distrito de Bełchatów, Voivodato de Łódź, en Polonia central. Se encuentra aproximadamente a 7 kilómetros al noreste de Zelów, a 19 kilómetros al noroeste de Belłchatów, y a 33 kilómetros al suroeste de la capital regional Łódź.